# Pavonia clathrata
Pavonia clathrata är en malvaväxtart som beskrevs av Maxwell Tylden Masters. Pavonia clathrata ingår i släktet påfågelsmalvor, och familjen malvaväxter. Inga underarter finns listade i Catalogue of Life.